# Eva Fornåå

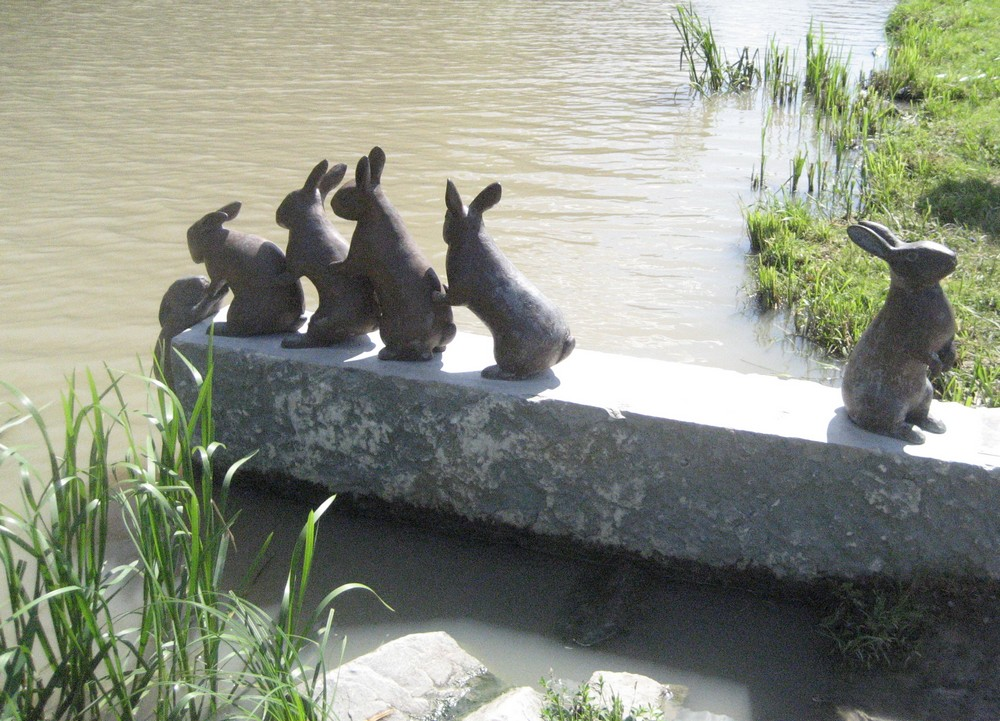
Rabbit crossing i Söderköping

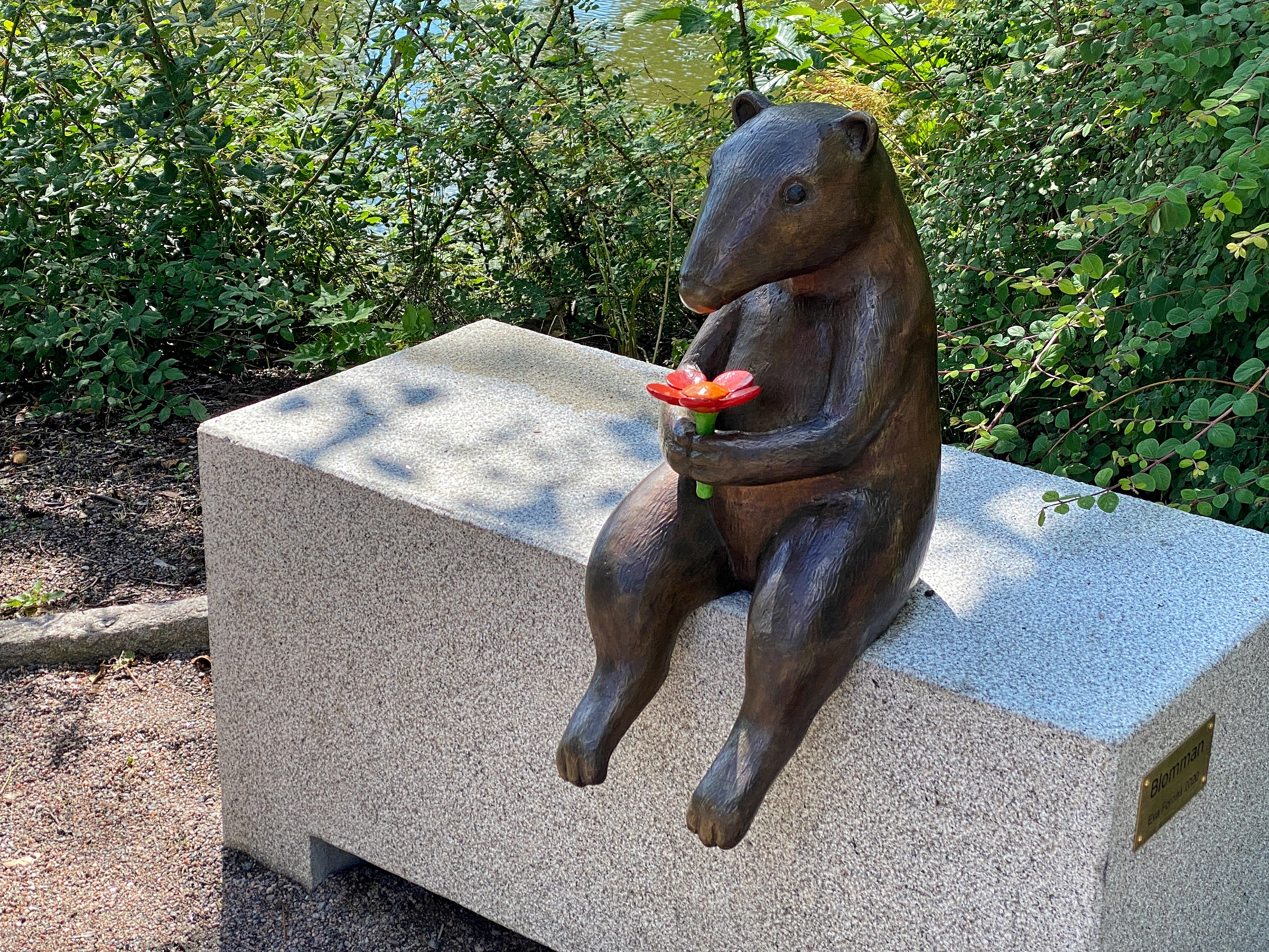
Blomman i Nyköping.

Eva Maria Birgitta Fornåå, född 28 maj 1962 i Göteborg, är en svensk skulptör.
Eva Fornåå utbildade sig på Hovedskous målarskola 1985-87 och Konsthögskolan i Umeå 1987-92.
Fornåå har arbetat med offentlig konst i cirka 20 år och hon har genomfört ett sextiotal offentliga gestaltningar runt om i Sverige, bland annat på sjukhus, vårdcentraler, äldre/vårdboenden, skolor, förskolor, idrottsplatser, parker, torg och bostadsområden. Fornåå har också haft flera samlingsutställningar i olika städer i Sverige såsom Stockholm, Uppsala och Umeå.
Fornåå är gift med konstnären John Franzén (född 1953).

## Offentliga verk i urval
- Blomman, sten och brons 2020, olika platser i Nyköping
- Walma, brons 2019 Leksands torg, Leksand
- In och ut, brons, 2019, Förskolan Humlan i Årsta, Stockholm[2]
- Utterfamiljen, brons, 2019, Kungsgatan 2 i Uddevalla
- Kokodronten med vänner, brons, 2018, Skärgårdens förskola i Bjästa
- Mellan skogen och havet, brons, 2018, Rådhustorget, Östhammar
- Tillbaka i framtiden, brons, 2018, Hospitalstorget i Linköping
- VIP-gänget & Baravarafågeln, brons, rostfritt stål och smidesjärn, 2017, Kubens förskola i Sundsvall
- Möt djuren, brons och trä, 2017, Hälsingebackens vårdboende i Falun
- Odlarna, brons, 2016, Brotorp/Dammtorp i Sundbyberg
- Blodblomman, brons, 2016, Centrallasarettets innergård Växjö
- Gurtil på besök i verkligheten, bemålad brons, 2016, Västerhedsskolan i Göteborg
- Drakens barn, brons, 2015, kvarteret Drakenberg på Södermalm, Stockholm[3]
- Svanen och co., brons, 2015, Strandängen bostadsområde och lekplats, Jönköping
- Två kaniner, brons och Borghamns kalksten, 2014, Allmogens förskola i Järfälla[4]
- Trädkramaren, stål och brons, 2014, Bergsprängartorget i Hofors[5]
- Tillsammans, försilvrad brons, 2014, äldreboendet Arken i Kumla
- Vågen, brons och rostfritt stål, 2013, Kockumstrappan i Ronneby
- Pingvinakuten, brons och rostfritt stål, 2012, utanför Akutmottagningen på Västerås lasarett
- Sture, brons, 2012, Fjärilsparken i Söderköping
- Spökdjuret, 2012, Ekholmsparken i Skärholmen i Stockholm
- Nästan allt är möjligt, brons och borghamnskalksten, 2011 i Stadsparken i Motala
- Ska vi leka, brons och granit, 2011, utanför Zakrisdals vårdboende i Karlstads kommun
- Björn, 2011, Ströveltorps skola i Ängelholms kommun
- Sibirisk tiger, frigolit och plast, 2008, Orsa björnpark i Orsa Grönklitt
- Vännerna, brons, 2007, Lilla torget vid Tre bröders väg i Nyköping
- Rabbit Crossing, 2005, gästhamnen i  Söderköping
- Metaren, brons och kolmårdsmarmor, 2004, Bullermyren i Borlänge
- Ryggsträckaren, brons på ett volträck, 2000, rastplats Kungs Norrby öster om Borensberg